# قائمة المناطق البيئية في المغرب
فيما يلي، قائمة بالمناطق الإيكولوجية في المغرب وفقا للصندوق العالمي للطبيعة. لا تشمل هذه القائمة المناطق الإيكولوجية في الصحراء الغربية.

## الأقاليم الإيكولوجية البرية

### المنطقة القطبية الشمالية القديمة

#### غابات البحر الأبيض المتوسط
- غابات وسهوب البحر الأبيض المتوسط الجافة
- غابات و أشجار البحر الأبيض المتوسط
- غابة أركان

#### الغابات الصنوبرية المعتدلة
- غابات البحر الأبيض المتوسط الصنوبرية والغابات المختلطة

#### الجبلية والمراعي ومناطق الأدغال
- سهوب العرعر في الأطلس الكبير

#### الصحاري و الشجيرات
- سهوب وغابات الصحراء الشمالية

## إيكولوجية المياه العذبة
- مناطق المياه الدائم المغربية
- مناطق المياه المؤقتة المغربية

## المناطق الإيكولوجية البحرية
- بحر البوران
- صحراء القاع